# ゴシック (映画)
『ゴシック』（Gothic）は、1986年のイギリス映画。

## 概要
『フランケンシュタイン』、『吸血鬼』を生み出したディオダティ荘の怪奇談義を舞台に繰り広げられるホラー作品。

## キャスト
- ジョージ・ゴードン・バイロン：ガブリエル・バーン
- パーシー・ビッシュ・シェリー：ジュリアン・サンズ
- メアリー・シェリー：ナターシャ・リチャードソン
- クレア・クレモント：ミリアム・シル
- ドクター・ポリドリ：ティモシー・スポール
- ラシュトン：デクスター・フレッチャー
- 旅行者：ケン・ラッセル（カメオ出演）

## スタッフ
- 監督：ケン・ラッセル
- 製作：ピニー・コーク
- 製作総指揮：アン・クラーク、ロバート・デュヴルー
- 脚本：スティーブン・ヴォルク
- 撮影：マイク・サウソン
- 音楽：トーマス・ドルビー
- 美術：クリストファー・ホッブズ
- 編集：マイケル・ブラッドセル
- 衣装：ヴィクトリア・ルッセル

日本語版
- 翻訳（字幕）：岡枝慎二